# Metrosideros parkinsonii
Metrosideros parkinsonii là một loài thực vật có hoa trong Họ Đào kim nương. Loài này được Buchanan mô tả khoa học đầu tiên năm 1883.